# 132 (numero)
Centotrentadue è un numero pari  

## Proprietà matematiche
- È un numero pari.
- È un numero composto con 12 divisori: 1, 2, 3, 4, 6, 11, 12, 22, 33, 44, 66 e 132. Poiché la somma dei suoi divisori (escluso il numero stesso) è 204 > 132, è un numero abbondante.
- È un numero semiperfetto in quanto pari alla somma di alcuni (o tutti) i suoi divisori.
- Può essere espresso in due modi diversi come differenza di due quadrati: 132=142-82=342-322.
- È il sesto numero di Catalan.
- È un numero oblungo, ovvero della forma n(n+1).
- È un 45-gonale.
- È un numero di Harshad in base 10, essendo divisibile per la somma delle sue cifre.
- In base 10, è divisibile per il prodotto delle sue cifre.
- È un numero rifattorizzabile, essendo divisibile per il numero dei suoi divisori.
- È un numero colombiano nel sistema numerico decimale.
- È la somma di tutti i numeri di due cifre ottenibili prendendo due delle sue cifre (132=12+13+21+23+31+32). È il più piccolo numero con questa proprietà.
- È la somma di sei numeri primi consecutivi: 13 + 17 + 19 + 23 + 29 + 31 = 132.
- È parte delle terne pitagoriche (55, 132, 143), (85, 132, 157), (99, 132, 165), (132, 176, 220), (132, 224, 260), (132, 351, 375), (132, 385, 407), (132, 475, 493), (132, 720, 732), (132, 1085, 1093), (132, 1449, 1455), (132, 2176, 2180), (132, 4355, 4357).
- È un numero pratico.
- È un numero palindromo e un numero a cifra ripetuta nel sistema di numerazione posizionale a base 32 (44).
- È un numero malvagio.

## Astronomia
- 132P/Helin-Roman-Alu è una cometa periodica del sistema solare.
- 132 Aethra è un asteroide della fascia principale del sistema solare.

## Astronautica
- Cosmos 132 è un satellite artificiale russo.

## Altri ambiti
- L'additivo alimentare E132 è il colorante indigotina.